# 8256 Shenzhou
8256 Shenzhou là một tiểu hành tinh đặt tên theotàu không gian Shenzhou của Cộng hòa Nhân dân Trung Hoa.